# Curb Market
Le Curb Market, littéralement le "marché sur le trottoir", était une bourse en plein air concurrençant le New York Stock Exchange, ou Bourse de New York, pour certains types d'actions jugées plus spéculatives. Elle avait lieu en dehors de celle-ci et de toute réglementation, dans la rue, en bravant les intempéries, près de Broad Street, Wall Street, et d'Exchange Place. Elle utilisait un système gestuel pour communiquer efficacement dans le brouhaha sur le trottoir. 

## Histoire
Dès 1820, les historiens remarquent l'apparition des "curbstone brokers". Le "Curb Market" est ensuite à nouveau cité par les historiens pour son importance pendant la Panique de 1837. Peu avant la crise, en 1836, plusieurs courtier du "Curb" veulent créer une association rivale du NYS, après avoir tenté sans succès de coopérer avec lui. Dans les mois qui précèdent le krach, le nombre de courtier du Curb progresse beaucoup plus vite que celui du NYSE, mais en 1839, deux ans après, les trois-quarts d'entre eux sont en failli.
En 1859, des actions pétrolières y sont négociées, et 1864, voit la création de l'Open Board Stock Brokers (OBSB) où on commence à négocier des petites sociétés industrielles 1865. Le "Curb" s'est ainsi développé pendant la guerre de Sécession, quand de petites entreprises des secteurs du textile, du fer ou du ciment ont voulu avoir plus d'actionnaires, mais sans respecter la règle du New York Stock Exchange voulant qu'il fallait avoir au moins cent actions.
Dès 1863 le NYSE change de nom  pour faire face à cette concurrence, il 1868 il met en vente des sièges pour ne plus rester un club fermé.
En 1908, une "New York Curb Market Agency" est créée pour codifier les pratiques et en 1911 est fondé officiellement le "New York Curb Market", doté d'une constitution et de standards d'admission à la cote.
En 1921, la création d'une nouvelle structure sur Greenwich Street a permis d'installer dans un bâtiment la plus grande partie de l'activité du "Curb Market". En 1929 il change de nom pour devenir officiellement le "New York Curb Exchange", qui a la particularité d'accueillir plus de sociétés étrangères que le New York Stock Exchange. En 1953, il est renommé American Stock Exchange et sa carrière est ensuite pénalisée par l'apparition en 1973 du Nasdaq.
La France a eu l'équivalent de ce marché parallèle, avec La petite Bourse des coulissiers, appelée aussi petite Bourse des Italiens, qui réunissait des spéculateurs dans le passage de l'Opéra, aujourd'hui disparu, situé entre le boulevard des Italiens et le 12 de la rue Lepeltier, puis dans le hall du Crédit lyonnais et ensuite, en plein air, sous les colonnades de la Bourse de Paris.